# María Caviglia
María Carmen Caviglia de Boeykens foi uma política argentina. Ela foi eleita para a Câmara dos Deputados em 1951, como uma das primeiras mulheres parlamentares na Argentina.

## Biografia
Caviglia foi activista social, organizando um centro de sufrágio feminino no Paraná, algo que atraiu a atenção de Eva Perón. Ela também esteve envolvida na duplicação do pagamento de professores em áreas rurais pobres e estabeleceu centros de prevenção da doença de Chagas.
Nas eleições legislativas de 1951, foi candidata pelo Partido Peronista em Entre Rios e foi uma das 26 mulheres eleitas para a Câmara dos Deputados. Ela permaneceu no cargo até 1955, quando o seu mandato foi interrompido pela Revolução Libertadora.